# Chusquea purdieana
Chusquea purdieana är en gräsart som beskrevs av William Munro. Chusquea purdieana ingår i släktet Chusquea och familjen gräs.
Artens utbredningsområde är Colombia. Inga underarter finns listade i Catalogue of Life.